# Muzeul Romanațiului
Muzeul Romanațiului este un muzeu din municipiul Caracal, situat pe strada Iancu Jianu, nr. 24.

## Istorie
Ideea înființării unui muzeu în Caracal a apărut în a doua jumătate a secolului al XIX-lea, când vestigiile romane de la Romula au intrat în circuitul preocupărilor unor arheologi de seamă ai vremii. În lucrarea lui Alexandru Odobescu „Antichitățile județului Romanați” publicată în anul 1877, se vorbea despre nenumăratele vestigii ale trecutului descoperite în Romanați și definea „caracterul anticar al unuia din județele cele mai interesante ale țării”. Multe piese de valoare descoperite pe teritoriul județului au intrat în colecții particulare, s-au pierdut, ori au luat drumul străinătății. Pentru salvarea valorilor istorice care se descopereau uneori și întâmplător, se impunea înființarea unui muzeu la Caracal. Arheologii doreau să organizeze un muzeu de arheologie aici, care să cuprindă numeroasele materiale ce se descopereau atât la Romula, cât și pe întreg cuprinsul județului Romanați. Dar împrejurările neprielnice au făcut ca această idee să nu aibă un final.
Mai târziu, în anul 1900, magistratul caracalean Ion Hagiescu-Miriște, intelectual cu pregătire multilaterală și mare iubitor al artelor plastice, a cumpărat o casă pe strada Crinului și a amenajat-o în vederea expunerii tablourilor și lucrărilor de sculptură. Dorea ca operele de artă achiziționate să fie vizionate de oameni și prin aceasta să ajute la formarea educației lor estetice. În anul 1904, lăsa prin testament toată averea sa „județului Romanați, cu obligațiunea ca din venitul ei [...] să întrețină la studiul sculpturii, în țară, apoi la Roma și Paris, atâția studenți, cât venitul averii ar permite”.
După 12 ani, la 13 septembrie 1916, Ion Hagiescu-Miriște adaugă la testament un codicil, în care sunt exprimate unele gânduri în ceea ce privește viitorul colecției sale care se mărise an de an și necesita înființarea unui muzeu. După moartea lui, soția urma să dea prefecturii județului Romanați colecția de artă, iar „județul să fie dator, în așa împrejurare, să păstreze pentru totdeauna această colecție spre a servi ca muzeu”.
 După ce se vor face „toate cheltuielile de amenajarea casei în muzeu și apoi treptat, în fiecare an, după mijloace, menajând bineînțeles bursierii, va cumpăra, după indicațiile directorului (decan) al Facultății de Belle Arte, sculpturi și tablouri de la tinerii artiști săraci, care promit a deveni celebri”.
Ion Hagiescu-Miriște dorea ca muzeul de artă din Caracal să fie „o școală de frumos pentru romanațeni și un mijloc de încurajare a artiștilor săraci, având focul sacru al artei”.
S-a stins din viață în anul 1922, fără a putea să-și vadă împlinită dorința de a se înființa un muzeu în orașul care-l adoptase cu peste 27 de ani în urmă. Lipsa de preocupare privind cultura și arta, a conducătorilor de atunci ai județului și orașului, a făcut să nu se poată realiza muzeul. Soția sa și moștenitoarele legale, au înstrăinat între timp numeroase lucrări de artă.
În toamna anului 1944, un grup de elevi și profesori de la liceul „Ioniță Asan”, s-au constituit într-o societate culturală cu numele de „Haralamb Lecca”, care așa cum se arată în „Actul constitutiv” din 1 noiembrie 1944, avea ca scop principal „înființarea unui muzeu arheologic”. Dar condițiile favorabile înființării unui muzeu în Caracal, apar abia în toamna anului 1949, împlinindu-se astfel visul multor generații de intelectuali. 
La 26 septembrie 1949 a luat ființă „Muzeul Romanațiului”, muzeu organizat într-o clădire din centrul orașului, construită în a doua jumătate a secolului al XIX-lea, în care spațiul de expunere cuprindea două săli, pentru cele două secții pe care le avea: istorie și artă plastică. Secția de istorie avea expuse 65 de obiecte, care constituiau nucleul muzeului. Secția de artă plastică a preluat 27 de tablouri semnate de N. Dărăscu, C.D. Stahi, O. Obedeanu, N. Grimani, Ambrosini și alții, din ce mai rămăsese din colecția lui Hagiescu-Miriște.
În martie 1950, muzeul a fost mutat într-o clădire, momument istoric de arhitectură, construită în a doua jumătate a secolului al XVIII-lea, ultimul propietar fiind din neamul Jienilor, Niculin Jianu. Aici, pe strada Negru Vodă nr. 1, dispunea de un spațiu ce cuprindea două corpuri de clădiri cu 23 de încăperi.
Titulatura de început a instituției - „Muzeul Romanațiului”, a avut o existență efemeră. După un an, în septembrie 1950 când se desfințează județul Romanați, își schimbă denumirea în „muzeu raional”, apoi din 1968 în „muzeu orășenesc”, denumire ce a purtat-o până la 30 aprilie 1990, când în urma unui memoriu înaintat Direcției muzeelor și colecțiilor din cadrul Ministerului Culturii, se revine la titulatura inițială. 

## Organizare
Muzeul Romanațiului este organizat pe modelul unui muzeu zonal, reprezentând zona fostului județ Romanați, cu toată istoria lui plină de evenimente, care au lăsat urme mai mult sau mai puțin vizibile și care trebuie să fie cunoscute și de către urmași. Astăzi muzeul, cu sediul pe strada Iancu Jianu, nr. 24, în casa lui Iancu N. Dobruneanu, nepot al lui Iancu Jianu, este organizat pe patru secțiuni:
• Secția de arheologie - istorie
• Secția memorială „Iancu Jianu”
• Secția de artă plastică
• Secția de etnografie și istorie urbană „Ion Hagiescu-Miriște”